# Arthur Bergen
Arthur Bergen (24 de octubre de 1875 – 1943) fue un actor y director cinematográfico austriaco. 

## Biografía
Su debut artístico tuvo lugar en 1894 en el Teatro de Meiningen. En 1904 actuó en Berlín, trabajando en el Teatro Berliner y en el Trianon, asumiendo además funciones de dirección.
En 1913 se inició en el cine, medio en el cual, a partir de los años 1920, fue también director. Trabajó en películas del género dramático, melodramas, romances y en comedias. Con la llegada del cine sonoro, Bergen únicamente trabajó como actor, interpretando pequeños papeles.
Al producirse el Machtergreifung y la llegada al poder del NSDAP en 1933, Bergen vio finalizada su carrera artística. Fue clasificado como no ario, y en julio de 1938 fue expulsado de la Reichsfilmkammer.
Bergen y su esposa fueron deportados el 2 de marzo de 1943 al campo de concentración de Auschwitz. Se supone que fueron asesinados allí al poco de su llegada.

## Filmografía

### Actor
| - 1913: Auf dem Felde der Ehre - 1916: Der höchste Wurf - 1917: Das Rätsel der Stahlkammer - 1917: Der Schatz im Berge - 1918: Menschen, die durchs Leben irren - 1918: Seelen in Ketten - 1918: Die Sieger - 1918: Die Heimkehr des Odysseus - 1919: Die Angelfreude - 1919: Die Heimat - 1920: Der Würger der Welt - 1920: Yoshiwara, die Liebesstadt der Japaner - 1920: Die entfesselte Menschheit - 1920: Moral - 1921: Die goldene Pest - 1921: Ebbe und Flut - 1921: Das neue Paradies | - 1922: Sie und die Drei - 1922: Der Passagier in der Zwangsjacke - 1922: Lola Montez, die Tänzerin des Königs - 1922: Der falsche Dimitri - 1923: Die grüne Manuela - 1923: Die Frau mit den Millionen - 1924: Tragödie im Hause Habsburg - 1925: Die Verrufenen - 1930: Brand in der Oper - 1931: Zweierlei Moral - 1931: Panik in Chicago - 1932: Der tolle Bomberg - 1932: Unter falscher Flagge - 1932: Moderne Mitgift - 1933: Kaiserwalzer - 1933: Polizeiakte 909 - 1933: Gruß und Kuß - Veronika |

### Director
| - 1920: Yoshiwara, die Liebesstadt der Japaner (también guionista) - 1925: Die Aßmanns - 1926: Die Wiskotten - 1926: Die vom anderen Ufer - 1926: Ich hab mein Herz in Heidelberg verloren - 1926: Das Lebenslied (también guionista) | - 1927: Frühere Verhältnisse - 1927: Erinnerungen einer Nonne (también guionista) - 1927: Arme kleine Sif - 1928: Anastasia, die falsche Zarentochter - 1928: So küßt nur eine Wienerin |